# Brillantaisia lamium
Brillantaisia lamium es una especie de arbusto perteneciente a la familia de las acantáceas. Es originaria de África.

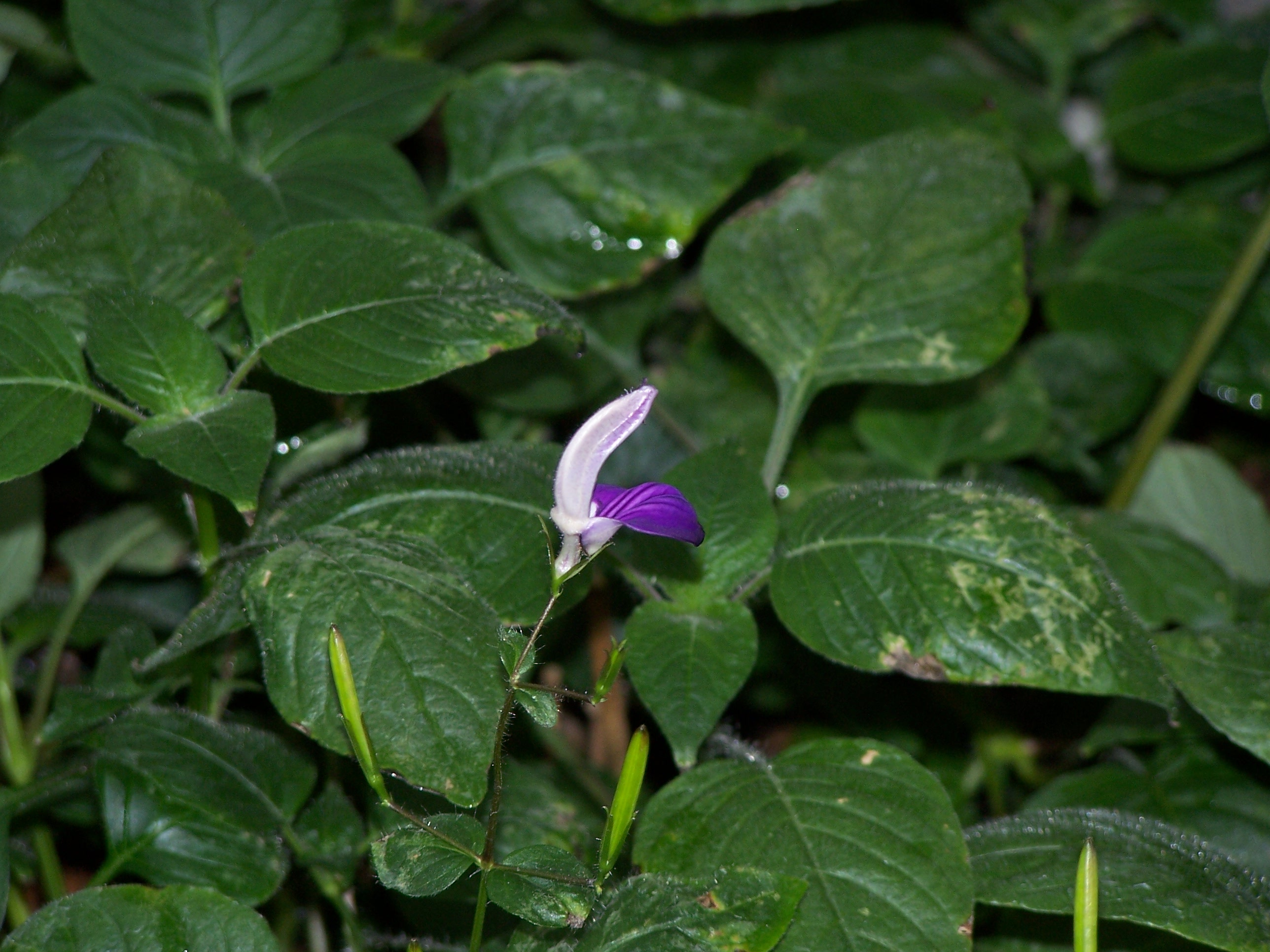
Detalle de la flor

## Descripción
Es una hierba perennifolia o arbustos, generalmente glandular y pegajosa; con tallos de hasta 2 m de altura. Las hojas con pecíolo de hasta 14 (-17) cm de largo, con la lámina ovado-cordiforme de 11-28 ≈ 6.20 cm, el ápice acuminado. La corola  es pálida y de color morado oscuro o azul a azul oscuro con el cuello blanco. El fruto en forma de cápsula con semillas de ± 1.5 mm de largo.

## Distribución y hábitat
Se encuentra  muy extendida en las regiones forestales de África Central y Occidental, desde el este de Sudán al sur de Angola a una altura de 900-1850 metros.

## Taxonomía
Brillantaisia lamium fue descrito por George Bentham y publicado en Niger Flora 477. 1849.
sinonimia
- Leucorhaphis lamium Nees
- Brillantaisia eminii Lindau
- Brillantaisia palisotii Lindau (1893)[4]